# إيفان أباريسيدو مارتينز
إيفان أباريسيدو مارتينز (بالبرتغالية: Ivan Aparecido‏) (25 أغسطس 1992 في البرازيل - ) هو لاعب كرة قدم برازيلي في مركز الظهير. لعب مع جمعية بورتوغيزا الرياضية ونادي كوريتيبا ونادي اتلتيكو سوروكابا.

## وصلات خارجية
- إيفان أباريسيدو مارتينز على موقع قاعدة بيانات كرة القدم.إي يو (الإنجليزية)
- إيفان أباريسيدو مارتينز على موقع Soccerway.com (الإنجليزية)